# Noctua cricori
Noctua cricori är en fjärilsart som beskrevs av Vaughan-roberts 1954. Noctua cricori ingår i släktet Noctua och familjen nattflyn. Inga underarter finns listade i Catalogue of Life.